# Фортуна Футхилс (Аризона)
Фортуна Футхилс (енгл. Fortuna Foothills) насељено је место без административног статуса у америчкој савезној држави Аризона.

## Демографија
По попису из 2010. године број становника је 26.265, што је 5.787 (28,3%) становника више него 2000. године.
| Група             | 2000.          | 2010.          |
| Белци             | 17.361 (84,8%) | 19.922 (75,8%) |
| Афроамериканци    | 91 (0,4%)      | 312 (1,2%)     |
| Азијати           | 107 (0,5%)     | 261 (1,0%)     |
| Хиспаноамериканци | 2.609 (12,7%)  | 5.270 (20,1%)  |
| Укупно            | 20.478         | 26.265         |